# Stack Bundles
Stack Bundles (* 21. Oktober 1982; † 11. Juni 2007; wirklicher Name Rayquon Elliott) war ein US-amerikanischer Rapper. Er war bei Byrd Gang Records, dem Label von Jim Jones, unter Vertrag.

## Karriere
Stack Bundles war bei DJ Clues Label Desert Storm unter Vertrag, bis er Jim Jones in einem Club kennenlernte und Teil der Byrdgang wurde. Jones präsentierte ihn anschließend auf seinem Sampler M.O.B. (Members of Byrdgang). Außerdem hatte der Rapper mit Riot Squad seine eigene Crew.
Größere Bekanntheit konnte der Rapper im Folgenden durch Gastbeiträge mit Rappern der Diplomats sowie mit Lil Wayne, Lupe Fiasco, Papoose und Fabolous erreichen.
Auf dem am 5. Dezember 2006 erschienenen Album A Dipset X-Mas des Rappers Jim Jones war Bundles mit Gastparts auf den ersten fünf Liedern des Tonträgers vertreten. Bis zu seinem Tod befand sich Bundles in der Arbeit an seinem Soloalbum.

## Tod
Bundles wurde am 11. Juni vor seinem Haus in Far Rockaway, New York erschossen. Die Kugeln trafen den Rapper in den Kopf und den Hals. Der Täter stahl die Halskette von Bundles, jedoch nicht seine Geldbörse. Die Tat ereignete sich etwa um 5:00 Uhr, als Bundles von einem Auftritt heimkehrte.
Am 18. Juni wurde der Rapper beigesetzt. Die Beerdigung fand in Anwesenheit von Bundles' Familie und einigen Hundert Fans auf dem J. Foster Phillips Friedhof in Queens statt. Unter den Trauernden befanden sich unter anderem Jim Jones, Juelz Santana, Lupe Fiasco, Joe Budden, Maino und DJ Clue.
Charles White, der von der Polizei als Mörder Stack Bundles' verdächtigt wurde, fand man am Tag der Beerdigung tot in seinem Apartment in Queens, New York auf.
Am 10. Juli 2007 wurde Lee Woods in New York festgenommen. Woods wurde beschuldigt, nach einer Schießerei in Brooklyn den Fluchtwagen gefahren zu haben. Des Weiteren soll er nach Berichten der New York Daily News für den Tod von Bundles verantwortlich sein.

## Diskografie

### Alben
- 2006: Jim Jones, Mel Matrix, Stack Bundles & Max B. – Jim Jones Presents … M.O.B. (Members of Byrdgang)

### Mixtape
- 2005: DJ Envy & Stack Bundles – Rap’s Makeover Vol. 1
- 2006: DJ Clue & Stack Bundles – Biddin’ War
- 2006: Stack Bundles und Dj Clue – Rap’s Makeover Vol. 2: Biddin’ War
- 2006: DJ Pudgee-P & Stack Bundles – Riot’s That Gang
- 2007: DJ Lust & Stack Bundles – My Life Is Like a Movie

### Singles
- 2008: I’m Paid (Online-Single)

### Gastbeiträge (Auswahl)
- 2004: Lyrical Assassin auf StreetSweepers Presents Papoose: Street Knowledge von DJ Kayslay und Papoose
- 2005: Breathe und Freestyle auf Mood Muzik: The Worst of Joe Budden von Joe Budden
- 2006: 6 Minutes of Death auf Mood Muzik 2: Can It Get Any Worse? von Joe Budden
- 2006: Can I Live und Walk Like It, Talk Like It auf Loso’s Way – Rise to Power von Fabolous
- 2006: What Happens auf Still Hungry von D12
- 2006: Drive Slow auf Cruel Summer 2K6 Part 1 von Big Mike
- 2006: Bars of Death mit J.R. Writer und Jae Millz auf The Ruler’s Back 2006 von Big Mike und Jadakiss
- 2006: Weather Man mit Lil Wayne auf Hustler’s P.O.M.E. (Product of My Environment) von Jim Jones
- 2006: They Riot mit Riot Squad auf The Hood News - All Star Houston 2006 von Cutmaster C
- 2006: New York mit Maino und Jae Millz und Violence auf On My New York Shit von DJ Green Lantern und DJ Kayslay
- 2006: Dipset Xmas Time, Have a Happy Christmas, Wish List, Ballin’ on Xmas und If Everyday Was Xmas auf A Dipset X-Mas von Jim Jones
- 2007: Weatherman auf Emotionless (12") von Jim Jones
- 2008: Southside to Far Rock auf Black Friday von Tony Yayo
- 2015: Welcome to JFK featured on Far Rock with Chinx
- 2016: Legends Never Die featured on All Good with Chinx, Cau2gs and BYNOE